# نواه فاديغا
نواه فاديغا (بالفرنسية: Noah Fadiga)‏ هو لاعب كرة قدم سنغالي، ولد في 3 ديسمبر 1999 في بروج في بلجيكا.

## وصلات خارجية
- نواه فاديغا على موقع الاتحاد الأوربي (الإنجليزية)
- نواه فاديغا على موقع قاعدة بيانات كرة القدم.إي يو (الإنجليزية)
- نواه فاديغا على موقع ليكيب (الفرنسية)
- نواه فاديغا على موقع Soccerway.com (الإنجليزية)
- نواه فاديغا على موقع عالم كرة القدم.نت (الإنجليزية)